# Neocalanus robustior
Neocalanus robustior är en kräftdjursart som först beskrevs av Giesbrecht 1888.  Neocalanus robustior ingår i släktet Neocalanus och familjen Calanidae. Inga underarter finns listade i Catalogue of Life.